# Komagataella pastoris
Komagataella pastoris är en svampart som först beskrevs av Guillierm., och fick sitt nu gällande namn av Y. Yamada, M. Matsuda, K. Maeda & Mikata 1995. Komagataella pastoris ingår i släktet Komagataella och familjen Pichiaceae.   Inga underarter finns listade i Catalogue of Life.